# Lijst van Belgische adelsverheffingen 1962
Personen die in 1962 in de Belgische adel werden opgenomen, of een adellijke titel verwierven.

## Graaf
- Jonkheer Marie François Jehan Hervé Carpentier de Changy (1896-1962), de titel graaf, overdraagbaar bij eerstgeboorte.
- Pierre Ryckmans, postume erfelijke adel en de postume titel graaf, overdraagbaar bij eerstgeboorte.
- Jonkheer Charles-Albert Ullens de Schooten Whetnall (1927-2006), mecenas en kunstverzamelaar, de titel graaf, overdraagbaar bij eerstgeboorte.

## Ridder
- Marcel Deroover (1890-1971), erfelijke adel en persoonlijke titel van ridder.
- Jonkheer Paul de Geradon (1903-1968), bestuurder Brufina, de titel van ridder, overdraagbaar bij eerstgeboorte.
- Jonkheer Louis d'Oreye de Lantremange (1907-2000), advocaat, de titel ridder, overdraagbaar bij eerstgeboorte.
- Jonkheer Jules d'Otreye de Lantremange (1910-2009), kolonel, de titel ridder, overdrager bij eerstgeboorte.

## Jonkheer
- Roger van Cutsem (1897-1963), industrieel, erfelijke adel.
- Albert Van Strydonck (1897-1979), erfelijke adel.
- Frédéric Van Strydonck (1897-1989), erfelijke adel.